# 野原村
野原村（のはらむら）は、かつて岐阜県恵那郡に存在した村である。
明治22年（1889年）10月1日の市制・町村制施行時に発足したが、僅か7か月後の明治23年（1890年）5月1日に、隣接する恵那郡浅谷村(現在の豊田市浅谷町と須渕町)・恵那郡横通村(現在の恵那市明智町横通)と合併して恵那郡三濃村が誕生したことに伴い消滅した。
現在は、愛知県豊田市の一部となっている。

## 大字・字
- 大字：無し
- 字：赤羽根、山口、阿瀬尾、南洞、田久谷、石畑、名柳、寺坂、藪筬、一色、新田、白坂、川西、井戸洞、城ケ洞、押場、倉久谷、上使、湯船、多幸、上切、岡田、札辻、曾良、大平峯、大平岩、小平岩、梅之郷、水洗、長洞、槇本、樫本、水別、上中、菅の澤、槇の洞、綱所、仲田、上谷久保、羽根、西羽根、猪久保、生田、大羽根、秀澤、玉ケ根、大渚、南平、日影、上貝津、六地蔵、花の木、一本松、木多橋、久々里木、下貝戸、金山、眞坂、丸根、大比良、山野田和、眞名平、中根、大入、宮の前、樋の入、猪の道、栃本、森の入、稲場、宮の洞、捕手、小阿妻、孫女、大砂、尺地、殿畑、野田久保、森下、川端、下切、平田、石原、ちくわご、間瀬口、島崎、小柳、川原、下中

## 歴史
- 寛正年間(1460～1466年)、三河国加茂郡市場城主の小原鱸(鈴木)氏の鱸藤五郎親信が、足助荘野原郷を、領地を隣接する明知遠山氏へ娘を嫁がせる際に化粧料として美濃国恵那郡に割譲した。
- 江戸時代 - この地域は美濃国恵那郡であり、旗本の明知遠山氏の知行所であった。
- 明治6年(1873年) 上切村、上中切村、下中切村、下切村、一色村が合併し、野原村となる。
- 明治22年（1889年）7月1日 - 野原村、浅谷村、横通村が合併し、岐阜県恵那郡三濃村が発足。
- 昭和30年（1955年）4月1日 - 三濃村の一部の（旧・野原村、浅谷村）が愛知県東加茂郡旭村に編入された。

## 概要
矢作川右岸に位置し、現在の愛知県豊田市上切町・上中町・下中町・下切町・島崎町・一色町・三分山町に相当する村域を持つ。ただし往時には美濃国恵那郡に属していた。
江戸時代には野原村と一色村があり、1603年（慶長8年）には共に旗本明知遠山氏の知行地となっている。野原村には上切（かみぎり）・上中切（かみなかぎり）・下中切（しもなかぎり）・下切（しもぎり）とそれぞれ呼ばれる集落があったが、「切」とは集落のことを指し、江戸時代の4切にはそれぞれ庄屋をはじめ村方三役が置かれ、切ごとに年貢の上納が行われるなどしており、1切が1村として組織機能を有していたという。1875年（明治8年）には野原村と一色村が合併し、1889年（明治22年）には自然村から行政村としての野原村に移行することとなる。
- 上切（かみぎり）- 現豊田市上切町に相当する。
- 上中切（かみなかぎり）- 現豊田市上中町に相当する。
- 下中切（しもなかぎり）- 現豊田市下中町に相当する。
- 下切（しもぎり）- 現豊田市下切町・島崎町に相当する。
- 一色（いっしき）- 現豊田市一色町に相当する。